# Soldats de l'opposition algérienne
Les Soldats de l'opposition algérienne (SOA) était une organisation paramilitaire algérienne basée en France et active dans les années 1970.

## Histoire

### Création
La SOA a été créée dans les années 1960 par Mouloud Kaouane sous l'impulsion du SDECE. L'objectif affiché de l'organisation était d'unir toute opposition contre le gouvernement de Houari Boumédiène, à l'intérieur et à l'extérieur de l'Algérie, pour renverser son régime et installer un gouvernement démocratique pro-européen. La SOA recrutait principalement chez les communautés désaffectées pieds-noirs et harkis en France mais aussi chez les dissidents kabyles et les arabes de la classe moyenne en Algérie.

### Activités
En janvier 1976, la SOA revendique la responsabilité d'un attentat à la bombe contre l'imprimerie du quotidien algérien El Moudjahid et d'attaques contre les tribunaux militaires de Constantine et d'Oran perpétrés par des militants berbéristes. La bombe de Constantine a été désamorcée mais celles d'Alger et d'Oran ont explosé.
Le groupe a également été lié à Aginter Press et un certain nombre d'attaques contre des cibles algériennes en Europe. En particulier, l'attentat de 1973 contre le consulat d'Algérie à Marseille.